# 任庄水库
任庄水库是中国山西省晋城市境内的一座水库，位于丹河上，建于1960年。水库正常库容为910万立方米，集雨面积为1240平方千米，海拔为762米。